# 佐藤卓磨
佐藤 卓磨（さとう たくま、1995年5月10日 - ）は、北海道出身のプロバスケットボール選手。B.LEAGUE・名古屋ダイヤモンドドルフィンズ所属。ポジションはシューティングガード、スモールフォワード。

## 来歴

### 高校
東海大学付属第四高校に所属。2年次に北海道少年男子チームの一員として国体で3位入賞する。また、3年時にはU-18日本代表選手に選出されると同時に、ウィンターカップでチームをベスト16に導いている。

### 大学
東海大学に進学し、1〜3年生までインターカレッジ準優勝を果たしている。また、3年次には李相佰盃日本代表選手に選出されている。
4年時にはバスケットボール部キャプテンに就任。加えて前年から引き続き、李相佰盃の日本代表選手に選出され11年ぶりに優勝を果たしている。3連勝で優勝を決めるのは27年ぶりの快挙だった。
さらにU24日本代表、台北で行われたユニバーシアード競技大会の代表選手にも選出された。

### 滋賀レイクスターズ
2017年12月に特別指定選手として契約、滋賀レイクスターズの一員となり、プロバスケットボール選手として活動を始めた。2019年6月12日に同チームと契約延長する事で合意し、2019-2020シーズンも引き続き滋賀レイクスターズに所属する事が決まった。契約満了に伴い2020年5月に自由交渉選手リストに公示された。

### 千葉ジェッツふなばし
2020年5月28日 2020-21シーズン選手契約基本合意し正式に千葉ジェッツふなばしの一員としてプレーすることとなった。背番号は14に決定した。2020-21シーズン序盤からスターターとして活躍している。

### 名古屋ダイヤモンドドルフィンズ
2023年6月14日、名古屋ダイヤモンドドルフィンズへの移籍が発表された。
2025年5月に右膝前十字靭帯損傷の診断を受ける。

### 日本代表歴
。2023ワールドカップアジア予選Window2に出場。2022年7月、FIBAアジアカップ出場。

## 不祥事
2018年8月16日、インドネシアのジャカルタで行われているアジア大会において、深夜外出時に「JAPAN」ロゴ入り公式ウェア着用のまま現地女性に対し、買春行為を行い、ホテルへ赴き、17日未明に選手村に戻った。それがアジア大会日本選手団の行動規範違反であったため、日本選手団の認定を取り消された上で帰国処分を受けている。